# 韓國瑜罷免案
韓國瑜罷免案（正式名稱為高雄市第三屆市長韓國瑜罷免案）是一項中華民國地方行政首長罷免活動，投票於2020年6月6日進行，總投票人數為969,259人。最終結果為同意票939,090票，不同意票25,051票，無效票5,118票，投票率為42.14%。由於有效同意票數多於不同意票數且達高雄市選舉人總數四分之一以上（574,996票），且被罷免人韓國瑜放棄提出罷免無效之訴訟，因此罷免成功，韓國瑜於6月12日解職，且四年內不得再次參選高雄市市長。隨後行政院指派楊明州代理市長，並於同年8月15日舉行補選，民主進步黨籍的陳其邁當選新任市長，完成韓國瑜餘下任期。
此案是中華民國及臺灣法制史上首例成案及通过的直轄市或縣市長罷免案，也是就選舉人數而言最大規模的罷免投票。韓國瑜亦因為此案成為中華民國史上首位被提起兩次罷免的政治人物，首次為1994年立法委員罷免案，因投票率不過半而未通過。此罷免案也創下台灣首宗同意罷免票數（939,090票）超越當選票數（892,545票）的先例。韓國瑜也因此成為中華民國史上首位遭罷免的直轄市行政首長。
此罷免案於台灣以外，亦得到不少其他國家及地區的媒體關注。

## 背景
2018年11月24日，韓國瑜於2018年九合一選舉以892,545票、53.87%得票率擊敗民進黨候選人—前立委陳其邁，當選第三屆高雄市市長，並於同年12月25日就職。該次選舉國民黨在臺灣地方首長22席拿下3個直轄市、12個縣（市），較2014年九合一選舉多了9席，其中包括由民主進步黨分別執政20年及33年、於2010年合併改制的高雄市和高雄縣，終結民進黨在高雄長達二十年（1998年－2018年）的執政。
2019年4月30日，韓國瑜與中國國民黨主席吳敦義進行私人會談後，表態以「不參加黨內總統初選，但被動接受納入黨內初選民調」的態度繼續參與黨內活動。
2019年5月21日，韓國瑜於接受記者聯訪時正式表態參與2020年中華民國總統選舉，此舉引發各界正反兩極的評論，有市民認為他無心市政，並嘲諷其為「落跑市長」。時任行政院院長蘇貞昌也表示，六位直轄市市長之中，唯有韓國瑜因為忙於準備總統大選而在行政院會議中缺席。
韓國瑜競選高雄市長時曾表示讓高雄「貨出得去，人進得來，高雄發大財」，後於市長任內在2019年6月8日的花蓮造勢宣佈已登記黨內總統初選，此舉遭反對者批評落跑，並曾在高雄一所國中的畢業典禮時遭學生批評應「做好做滿」。罷韓團體公民割草行動所列出政策跳票的項目包括太平島挖石油、香港賽馬來台、F1賽車來台、高雄迪士尼樂園、阿诺·施瓦辛格演講、愛情摩天輪、高雄500萬人口、旗津賭場以及「經濟100分，政治0分」。
2020年1月11日，中國國民黨在總統及立法委員選舉慘敗，不僅輸了總統大選、民進黨繼續完全執政，韓國瑜執政的高雄市立委8個席次亦全被民進黨拿下。
由WeCare高雄發起人尹立、公民割草行動發言人李佾潔、台灣基進新聞輿情部副主任張博洋及前高雄氣爆自救會會長陳冠榮組成的「罷韓四君子」，於2019年12月26日前往中央選舉委員會遞交罷免第一階段提議書。2020年1月29日開始簽署第二階段連署書；2020年3月9日，罷韓團體集結在高雄市選舉委員會繳交第二階段連署書。2020年4月17日，中選會宣告成立高雄市第3屆市長罷免案，定於2020年6月6日舉行投、開票。

## 投票制度
投票前一日年滿20歲，設籍高雄市連續4個月以上者為選舉人，可參與投票。對於具投票權者，投票日為國定假日。罷免投票的通過門檻必須同時符合以下兩條件：
1. 有效同意票數多於不同意票數。
2. 同意票數達原選舉區選舉人總數四分之一以上（574,996[33]）。

## 罷免案日程
| 日期                         | 事項                             |
| ---------------------------- | -------------------------------- |
| 2020年4月17日                | 罷免案成立                       |
| 2020年4月30日前              | 被罷免人提出答辯書               |
| 2020年5月5日                 | 發布罷免公告                     |
| 2020年5月11日                | 公告投開票所設置地點             |
| 2020年5月15日                | 罷免案投開票所查詢系統上線       |
| 2020年5月17日                | 投票人名冊編造完成               |
| 2020年5月19日至2020年5月21日 | 公開陳列、公告閱覽投票人名冊     |
| 2020年5月22日至2020年6月5日  | 公辦電視罷免說明會、罷免活動期間 |
| 2020年6月2日前               | 公告罷免投票人人數               |
| 2020年6月6日                 | 投票、開票                       |
| 2020年6月12日前              | 審定、公告罷免投票結果           |

## 連署結果
|                          | 個數       | ％         | 選舉人數％ |
| ------------------------ | ---------- | ---------- | ---------- |
| 選舉人數                 | 2,281,338  | 100.00     | 100.00     |
| 第一階段罷免提案門檻人數 | 22,814     | 1.00       | 1.00       |
| 合格數                   | 28,560     | 95.49      | 1.25       |
| 不合格數                 | 1,348      | 4.51       | 0.06       |
| 總提案人數               | 29,908     | 100.00     | 1.31       |
| 第二階段罷免連署門檻人數 | 228,134    | 10.00      | 10.00      |
| 合格數                   | 377,662    | 92.82      | 16.55      |
| 不合格數                 | 29,218     | 7.18       | 1.28       |
| 總連署人數               | 406,880    | 100.00     | 17.84      |
| 結果                     | 罷免案成立 | 罷免案成立 | 罷免案成立 |

※ 值得一提的是，提議與連署階段的不合格數的出現包含眾多因素（如：現役軍人或公務人員不得參與第一階段提議），不會都是連署人在連署活動前死亡的情況（也就是俗稱的死亡連署）；而第一階段罷免提案的死亡人數為 95 人（0.3%）。

## 罷免理由與答辯及涉及議題
中央選舉委員會於5月5日發布罷免公告，公佈罷免理由書及答辯書。

### 帶職參選
推動罷免案的三大民間團體皆在罷免理由書中批評韓國瑜帶職參選總統，將他形容為「落跑市長」。《總統副總統選舉罷免法》允許民選地方首長、立委登記為正副總統候選人。過去地方首長參選正副總統的例子，包含2016年時任新北市長朱立倫在第二屆任期內參選總統，及2000年時任桃園縣長呂秀蓮在首屆任期屆滿一年半前參選副總統，然而韓國瑜是在新上任高雄市長後半年就宣布參選總統而引起爭議，甚至招來民怨。
2020年5月，民進黨立委賴隆等人提案修法，規定民選首長如欲在任期屆滿前參選其他公職選舉，須於登記時解除其現職。時代力量黨主席徐永明樂見相關修法，但認為不能只做半套將立委排除在外，應該同時限制民選首長及民意代表帶職參選行為。國民黨立委林為洲認為人民參選受憲法保障，除司法官及因案遭判刑者外，不應以法律限制人民的參選權。

### 經濟與財政
根據時代力量所做的民調，市民對市府不滿意比例最高的項目為拚經濟表現。高雄市2019年營利事業銷售額衰退相當顯著。財政方面，市府被批評不當使用第二預備金，於2020年4月已用掉該年額度的80%。
被罷免人韓國瑜表示：2019年度較前一年成長之經濟數據包含民間投資金額1.95倍、觀光旅客數17.36%、農產品外銷量73%、漁產品外銷量6%、國際就醫人次16%。

## 電視說明會
電視說明會於2020年5月30日09:00舉行，由高雄市選舉委員會主辦，並由慶聯有線電視台協助轉播。
高雄市第3屆市長罷免案公辦電視罷免說明會：
- 領銜人陳冠榮發言：

1. 「第一段」全文[45]。
2. 「第二段」全文[46]。

被罷免人韓國瑜並未出席，故無發言。

## 民意調查
| 日期       | 機構                                | 樣本數    | 參與投票% | 參與投票且投同意票% | 贊成罷免% | 反對罷免% | 其他% |
| ---------- | ----------------------------------- | --------- | --------- | ------------------- | --------- | --------- | ----- |
| 2020-06-06 | 結果                                | 2,299,981 | 42.1      | 40.8                | 不適用    |           |       |
| 2020-05-24 | 寶島通訊                            | 1,080     | 45.5      | 41.9                | 57.3      | 30.0      | 12.7  |
| 2020-05-23 | 蘋果新聞                            | 1,079     | 39.0      | 36.0                | 50.1      | 22.0      | 27.9  |
| 2020-05-21 | 台灣民意基金會                      | 1,085     | 47.9      | 35.0                | 56.3      | 28.2      | 11.2  |
| 2020-05-20 | TVBS                                | 1,237     | 39.0      | 34.3                | 45.0      | 不適用    |       |
| 2020-05-19 | 時代力量                            | 830       | 46.4      | 35.6                | 56.4      | 28.9      | 14.7  |
| 2020-05-19 | 台灣基進                            | 1,072     | 34.5      | 31.9                | 54.4      | 26.5      | 19.0  |
| 2020-05-08 | 蘋果新聞                            | 1,082     | 50.2      | 37.3                | 65.0      | 20.4      | 14.6  |
| 2020-05-05 | 寶島通訊                            | 1,090     | 47.5      | 36.0                | 55.1      | 32.0      | 12.9  |
| 2020-04-20 | 時代力量                            | 805       | 43.6      | 33.0                | 52.1      | 35.2      | 12.7  |
| 2020-03-20 | 新台灣國策智庫                      | 1,087     | 51.2      | 39.5                | 59.5      | 34.5      | 6.0   |
| 2020-02-07 | TVBS（页面存档备份，存于）          | 1,213     | 44.0      | 34.8                | 53.0      | 32.0      | 16.0  |
| 2020-01-16 | ETtoday新聞雲（页面存档备份，存于） | 1,768     | 不適用    | 63.4                | 33.2      | 3.4       |       |
| 2020-01-14 | TVBS（页面存档备份，存于）          | 1,030     | 不適用    | 53.0                | 32.0      | 15.0      |       |
| 2020-01-14 | 台灣指標民調（页面存档备份，存于）  | 1,072     | 65.1      | 58.2                | 58.5      | 29.8      | 11.7  |

## 罷免預估
| 2020年高雄市市長韓國瑜罷免案預估 | 2020年高雄市市長韓國瑜罷免案預估          | 2020年高雄市市長韓國瑜罷免案預估 | 2020年高雄市市長韓國瑜罷免案預估 | 2020年高雄市市長韓國瑜罷免案預估 | 2020年高雄市市長韓國瑜罷免案預估 | 2020年高雄市市長韓國瑜罷免案預估 |
| 日期                             | 機構                                      | 樣本數                           | 投票率 (%)                       | 同意票數比率 (%)                 | 不同意票數比率 (%)               | 是否罷免通過                     |
| -------------------------------- | ----------------------------------------- | -------------------------------- | -------------------------------- | -------------------------------- | -------------------------------- | -------------------------------- |
| 2020-05-19                       | 時代力量 (一)                             | 830                              | 32.1                             | 88.9                             | 11.1                             | 是                               |
| 2020-05-19                       | 時代力量 (二)                             | 830                              | 30.2                             | 89.1                             | 10.9                             | 是                               |
| 2020-04-20                       | 時代力量                                  | 805                              | 43.7                             | 75.9                             | 24.1                             | 是                               |
| 2020-03-20                       | 新台灣國策智庫 (一)（页面存档备份，存于） | 1,087                            | 60.5                             | 77.1                             | 22.4                             | 是                               |
| 2020-03-20                       | 新台灣國策智庫 (二)（页面存档备份，存于） | 1,087                            | 48.7                             | 78.0                             | 21.1                             | 是                               |

## 投票前反應

### 中華民國

#### 韓國瑜市府
韓國瑜市府的市政官員對於罷免行動採取冷抵抗態度。市長韓國瑜本人自2020年4月8日起透過委任律師，二次向臺北高等行政法院、二次向最高行政法院、一次向行政院訴願審議委員會，提出停止執行罷免案之聲請，但五次全部被裁定駁回。
2020年5月15日，韓國瑜發布影片，呼籲支持者不要參與投票。

#### 台灣基進
台灣基進主張罷免韓國瑜市長，並與公民團體WeCare高雄、公民割草行動共同發起罷韓行動。
由WeCare高雄發起人尹立、公民割草行動發言人李佾潔、台灣基進新聞輿情部副主任張博洋及前高雄氣爆自救會會長陳冠榮組成的「罷韓四君子」。
2019年6月27日開始，台灣基進與公民團體WeCare高雄、公民割草行動宣布啟動「罷韓三十」行動，目標為罷免中國國民黨籍時任高雄市市長韓國瑜。
從2019年7月1日至2020年6月5日，台灣基進與公民團體WeCare高雄、公民割草行動舉辦多場罷免連署、罷免遊行活動及發送、販賣罷韓小物。
2019年12月26日，前往中央選舉委員會遞交罷免第一階段提議書。
2020年1月29日，開始簽署第二階段連署書。
2020年3月9日，罷韓團體集結在高雄市選舉委員會繳交第二階段連署書。
2020年4月17日，台灣基進與公民團體WeCare高雄、公民割草行動招開「296天來時路 50天民主搶灘」罷韓成案記者會。
2020年4月18日至6月5日，台灣基進與公民團體WeCare高雄、公民割草行動開始分進合擊舉辦多場在第三階段期間的罷韓活動。

#### 中國國民黨
中國國民黨支持韓國瑜市長留任。
2020年3月8日，中國國民黨主席補選，被視為中生代的立法委員江啟臣大勝前台北市長郝龍斌，以超過80,000票當選黨主席，被認為是中國國民黨的世代交替，卻因為江啟臣的一席話表明要「協助韓國瑜度過罷韓難關」引發爭議，更被視為江的黨主席期中考。
5月7日，中國國民黨中央委員會成立「反罷韓因應小組」，黨主席江啟臣親自坐鎮指揮，協助化解「罷韓危機」。小組召集人、秘書長李乾龍在5月11日南下與韓國瑜會面商討對策。
5月26日，中國國民黨召開記者會指控蔡英文政府利用國家機器操控罷免。
6月5日，中國國民黨主席江啟臣表示，將在6月6日「罷韓」投票日南下坐鎮高雄市黨部，要跟高雄市政府「一起面對，共同承擔」。

#### 民主進步黨
民主進步黨強調罷免是人民應有之權力，應公正舉行，並呼籲全體「高雄市民」踴躍參與投票。多數民主進步黨籍議員、立法委員公開支持罷免市長。
5月6日，民主進步黨中央委員會成立「高雄市民意觀察小組」。
6月2日，民主進步黨新高雄市黨部主委趙天麟偕同高雄市議會民主進步黨黨團，宣佈在6月6日將開設「罷韓緊急應變中心」，選民有關投票等事宜都可向黨部反映，黨部和議員服務處當日早上7時起受理服務。
6月3日，總統兼民主進步黨主席蔡英文主持中常會裁示通過「罷韓聲明」，呼籲高雄市民踴躍出席行使罷免公民權；對於國民黨號召「不投票、只監票」，不僅打壓民主政治，也為台灣引以為傲的投票自由提供最負面示範，民進黨譴責這種反民主的行為。
6月4日及6月5日，民主進步黨高雄市黨籍議員、立法委員大串連舉辦長達將近12小時的馬拉松掃街，要催出投票率。

#### 時代力量
時代力量呼籲高雄市民出來投票，淘汰不適任的市長，並強調罷免權是公民權行使的一部分。
時代力量高雄黨部在第二、第三階段時，也舉辦多場街頭的連署及街頭宣傳活動。
時代力量黨主席徐永明認為罷免是一場自主公民運動，並表示不管這次的投票結果是什麼，在相關制度上仍有改善空間，例如應修法禁止帶職參選及討論罷免投票回歸簡單多數決。而時代力量黨中央已定調在罷免案過程中不會強化政黨角色，而是退居幕後、由黨公職各自表態。

#### 社社會民主黨
社會民主黨支持罷免韓國瑜市長，並呼籲高雄市民出來投票，行使公民權，表達自己的意見。
社民黨議員亦與部分民主進步黨及綠黨議員呼籲出席於2019年12月21日舉行的罷韓遊行；對於國民黨號召「不投票、只監票」，社民黨臺北市議員苗博雅指出如果罷免案過關，但同意票沒有超過89萬票，韓國瑜陣營可以繼續操作「少數人罷免多數人選出的市長」，用悲情形象繼續到處騙。

#### 台灣綠黨
綠黨認為韓國瑜市長無視民意，並支持罷免韓國瑜市長。
2019年12月17日，WeCare高雄發起人尹立、民主進步黨高雄市議員高閔琳、時任綠黨籍桃園市議員王浩宇、兩岸政策協會研究員張宇韶等人出席由綠黨黨中央舉行的「韓國瑜就任週年滿意度調查公布記者會」，綠黨認為韓國瑜面臨「雙殺」危機。

#### 臺灣民眾黨
台灣民眾黨指韓國瑜市長參選總統成為壓垮支持度最後一根稻草，亦質疑中選會有違反行政中立之嫌。
2019年12月24日，民眾黨黨主席兼台北市長柯文哲受訪，問及前幾日1221罷韓遊行，聲稱挺韓、罷韓皆無意義，為何不能聽電音趴、吃香腸就好。。
6月4日，台北市長兼台灣民眾黨主席柯文哲接受市議會質詢時表示，贊成票只需要25%便能罷免之門檻過低，質疑只需要57萬票便能罷掉89萬票當選的市長，為非常危險的設定。此番言論卻被藍營的議員感嘆反而為罷韓陣營催票。（按：最終贊成罷免的得票93萬超越89萬）

### 中华人民共和国
2020年6月5日，中國大陸官媒《人民日报》海外版刊出文章追殺韓國瑜 民進黨醜態百出，稱罷韓凸顯台灣的民主制度是是顏色政治、私心政治、騙術政治，並說台灣不同政府部門都公開介入，點名包括台湾流行疫情指挥中心、中选会與交通、防務、教育部門等，背後是被民進黨操控。文末讚揚韓國瑜「市政成績不錯，但民進黨一貫策略是不問事實只講情緒，一意煽動高雄人對韓『背叛高雄』的恨意」，並表揚韓國瑜在中防疫的表現，「將希望寄托在防疫和市政上」。

### 香港
多名香港民主派人物，包括油尖旺區區議員陳嘉朗、親民主派藝人阮民安、香港社運人士黃之鋒等，均在個人社交媒體平台表達支持罷免韓國瑜。

### 马来西亚
此罷免案於台灣以外，投票亦得到不少海外華文媒體的關注。

## 投票結果

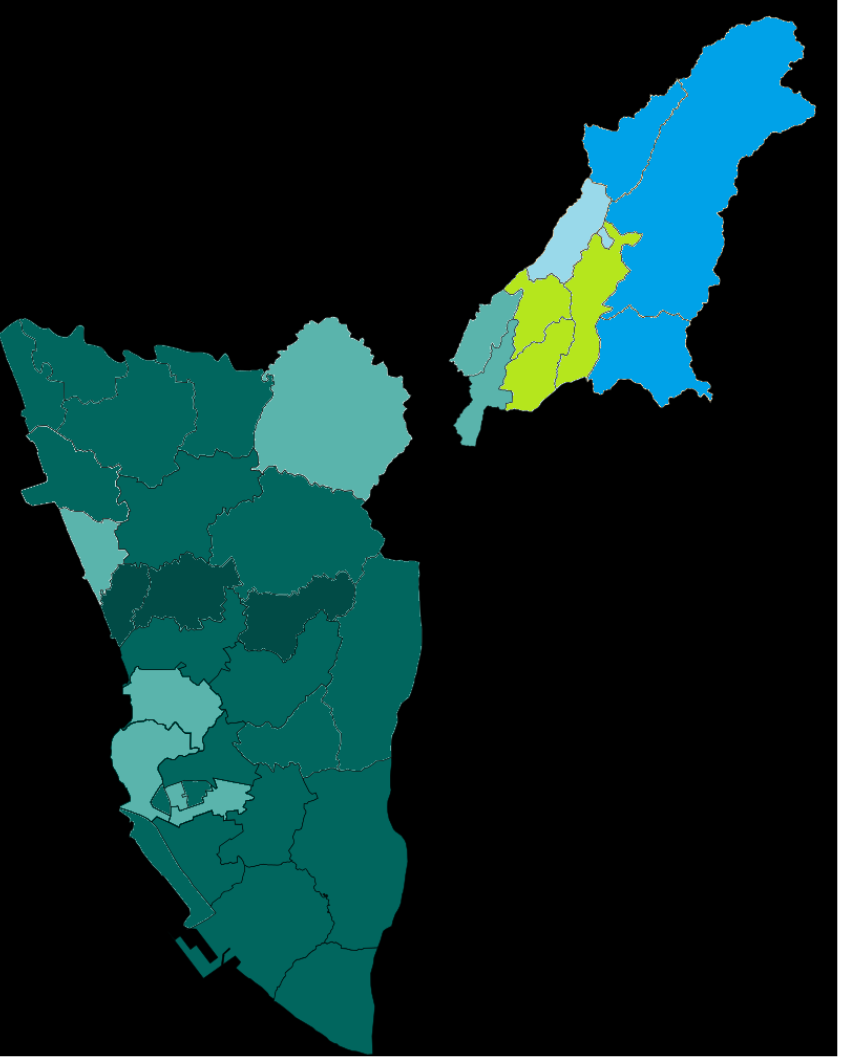
高雄罷韓同意票比例分布。
深藍：同意票小於10%
淺藍：同意票小於25%
淺綠：同意票小於30%
中綠：同意票小於40%
深綠：同意票小於45%

|          |            | 個數      | ％     | 選舉人數％ |
| -------- | ---------- | --------- | ------ | ---------- |
| 選舉人數 | 選舉人數   | 2,299,981 | 100.00 | 100.00     |
| 門檻票數 | 門檻票數   | 574,996   | 25.00  | 25.00      |
|          | 同意票數   | 939,090   | 97.40  | 40.83      |
|          | 不同意票數 | 25,051    | 2.60   | 1.09       |
| 有效票數 | 有效票數   | 964,141   | 99.47  | 41.92      |
| 無效票數 | 無效票數   | 5,118     | 0.53   | 0.22       |
| 總投票數 | 總投票數   | 969,259   | 100.00 | 42.14      |
| 結果     | 結果       | 通過      | 通過   | 通過       |

### 選舉區內行政區投票結果
| 行政區                                    | 選舉人數  | 同意票數 | 選舉人數(％) | 與選舉人數25％差距 | 有效票數(％) | 不同意票數 | 與同意票數差距 | 有效票數(％) | 有效票數 | 無效票數 | 總投票數 | 投票百分率 |
| ----------------------------------------- | --------- | -------- | ------------ | ------------------ | ------------ | ---------- | -------------- | ------------ | -------- | -------- | -------- | ---------- |
| 鹽埕區                                    | 21,094    | 9,107    | 43.17％      | +3,833             | 97.63％      | 221        | -8,886         | 2.37％       | 9,328    | 57       | 9,385    | 44.49％    |
| 鼓山區                                    | 113,422   | 44,512   | 39.24％      | +16,156            | 97.79％      | 1,008      | -43,504        | 2.21％       | 45,520   | 190      | 45,710   | 40.30％    |
| 左營區                                    | 158,116   | 57,508   | 36.37％      | +17,979            | 97.60％      | 1,416      | -56,092        | 2.40％       | 58,924   | 271      | 59,195   | 37.44％    |
| 楠梓區                                    | 151,524   | 61,389   | 40.51％      | +23,508            | 97.42％      | 1,623      | -59,766        | 2.58％       | 63,012   | 283      | 63,295   | 41.77％    |
| 三民區                                    | 281,281   | 120,311  | 42.77％      | +49,990            | 97.66％      | 2,889      | -117,422       | 2.34％       | 123,200  | 567      | 123,767  | 44.00％    |
| 新興區                                    | 43,397    | 17,452   | 40.21％      | +6,603             | 97.52％      | 443        | -17,009        | 2.48％       | 17,895   | 96       | 17,991   | 41.46％    |
| 前金區                                    | 23,704    | 9,437    | 39.81％      | +3,511             | 97.40％      | 252        | -9,185         | 2.60％       | 9,689    | 47       | 9,736    | 41.07％    |
| 苓雅區                                    | 142,733   | 57,069   | 39.98％      | +21,386            | 97.57％      | 1,421      | -55,648        | 2.43％       | 58,490   | 295      | 58,785   | 41.19％    |
| 前鎮區                                    | 157,294   | 66,816   | 42.48％      | +27,492            | 97.41％      | 1,779      | -65,037        | 2.59％       | 68,595   | 347      | 68,942   | 43.83％    |
| 旗津區                                    | 23,954    | 10,658   | 44.49％      | +4,669             | 97.31％      | 295        | -10,363        | 2.69％       | 10,953   | 58       | 11,011   | 45.97％    |
| 小港區                                    | 129,597   | 55,361   | 42.72％      | +22,962            | 97.51％      | 1,415      | -53,946        | 2.49％       | 56,776   | 259      | 57,035   | 44.01％    |
| 鳳山區                                    | 294,083   | 117,795  | 40.06％      | +44,274            | 97.47％      | 3,062      | -114,733       | 2.53％       | 120,857  | 617      | 121,474  | 41.31％    |
| 林園區                                    | 57,617    | 25,028   | 43.44％      | +10,624            | 97.34％      | 684        | -24,344        | 2.66％       | 25,712   | 194      | 25,906   | 44.96％    |
| 大寮區                                    | 94,987    | 39,474   | 41.56％      | +15,727            | 97.46％      | 1,029      | -38,445        | 2.54％       | 40,503   | 222      | 40,725   | 42.87％    |
| 大樹區                                    | 35,719    | 15,318   | 42.88％      | +6,388             | 97.52％      | 389        | -14,929        | 2.48％       | 15,707   | 89       | 15,796   | 44.22％    |
| 大社區                                    | 29,282    | 13,320   | 45.49％      | +5,999             | 97.35％      | 363        | -12,957        | 2.65％       | 13,683   | 89       | 13,772   | 47.03％    |
| 仁武區                                    | 73,973    | 32,787   | 44.32％      | +14,294            | 97.37％      | 886        | -31,901        | 2.63％       | 33,673   | 168      | 33,841   | 45.75％    |
| 鳥松區                                    | 38,963    | 16,662   | 42.76％      | +6,921             | 97.59％      | 412        | -16,250        | 2.41％       | 17,074   | 91       | 17,165   | 44.05％    |
| 岡山區                                    | 79,113    | 32,084   | 40.55％      | +12,306            | 97.29％      | 895        | -31,189        | 2.71％       | 32,979   | 190      | 33,169   | 41.93％    |
| 橋頭區                                    | 32,578    | 16,254   | 49.89％      | +8,109             | 96.98％      | 507        | -15,747        | 3.02％       | 16,761   | 95       | 16,856   | 51.74％    |
| 燕巢區                                    | 25,354    | 10,618   | 41.88％      | +4,279             | 97.20％      | 306        | -10,312        | 2.80％       | 10,924   | 91       | 11,015   | 43.44％    |
| 田寮區                                    | 6,425     | 2,552    | 39.72％      | +946               | 96.52％      | 92         | -2,460         | 3.48％       | 2,644    | 21       | 2,665    | 41.48％    |
| 阿蓮區                                    | 23,841    | 10,559   | 44.29％      | +4,599             | 97.40％      | 281        | -10,278        | 2.60％       | 10,840   | 70       | 10,910   | 45.76％    |
| 路竹區                                    | 42,432    | 18,054   | 42.55％      | +7,446             | 96.95％      | 568        | -17,486        | 3.05％       | 18,622   | 111      | 18,733   | 44.15％    |
| 湖內區                                    | 25,097    | 10,929   | 43.55％      | +4,655             | 96.73％      | 369        | -10,560        | 3.27％       | 11,298   | 75       | 11,373   | 45.32％    |
| 茄萣區                                    | 25,515    | 10,600   | 41.54％      | +4,221             | 97.11％      | 315        | -10,285        | 2.89％       | 10,915   | 59       | 10,974   | 43.01％    |
| 永安區                                    | 11,699    | 4,914    | 42.00％      | +1,989             | 97.58％      | 122        | -4,792         | 2.42％       | 5,036    | 23       | 5,059    | 43.24％    |
| 彌陀區                                    | 15,918    | 6,173    | 38.78％      | +2,193             | 96.97％      | 193        | -5,980         | 3.03％       | 6,366    | 48       | 6,414    | 40.29％    |
| 梓官區                                    | 30,272    | 14,032   | 46.35％      | +6,464             | 97.20％      | 404        | -13,628        | 2.80％       | 14,436   | 87       | 14,523   | 47.98％    |
| 旗山區                                    | 30,807    | 11,399   | 37.00％      | +3,697             | 96.01％      | 474        | -10,925        | 3.99％       | 11,873   | 78       | 11,951   | 38.79％    |
| 美濃區                                    | 34,112    | 9,749    | 28.58％      | +1,221             | 95.87％      | 420        | -9,329         | 4.13％       | 10,169   | 88       | 10,257   | 30.07％    |
| 六龜區                                    | 10,903    | 2,880    | 26.41％      | +154               | 94.61％      | 164        | -2,716         | 5.39％       | 3,044    | 40       | 3,084    | 28.29％    |
| 甲仙區                                    | 5,224     | 1,223    | 23.41％      | -83                | 95.62％      | 56         | -1,167         | 4.38％       | 1,279    | 16       | 1,295    | 24.79％    |
| 杉林區                                    | 10,238    | 2,733    | 26.69％      | +173               | 95.76％      | 121        | -2,612         | 4.24％       | 2,854    | 28       | 2,882    | 28.15％    |
| 內門區                                    | 12,517    | 3,863    | 30.86％      | +734               | 96.39％      | 145        | -3,718         | 3.61％       | 4,008    | 56       | 4,064    | 32.47％    |
| 茂林區                                    | 1,520     | 60       | 3.95％       | -320               | 98.36％      | 1          | -59            | 1.64％       | 61       | 0        | 61       | 4.01％     |
| 桃源區                                    | 3,342     | 201      | 6.01％       | -635               | 89.33％      | 24         | -177           | 10.67％      | 225      | 2        | 227      | 6.79％     |
| 那瑪夏區                                  | 2,334     | 209      | 8.95％       | -375               | 96.76％      | 7          | -202           | 3.24％       | 216      | 0        | 216      | 9.25％     |
| 總計                                      | 2,299,981 | 939,090  | 41.92％      | +364,094           | 97.40％      | 25,051     | -914,039       | 2.60％       | 964,141  | 5,118    | 969,259  | 42.14％    |
| 註： - 得票數據以中央選舉委員會公佈為準。 |           |          |              |                    |              |            |                |              |          |          |          |            |

## 後續反應

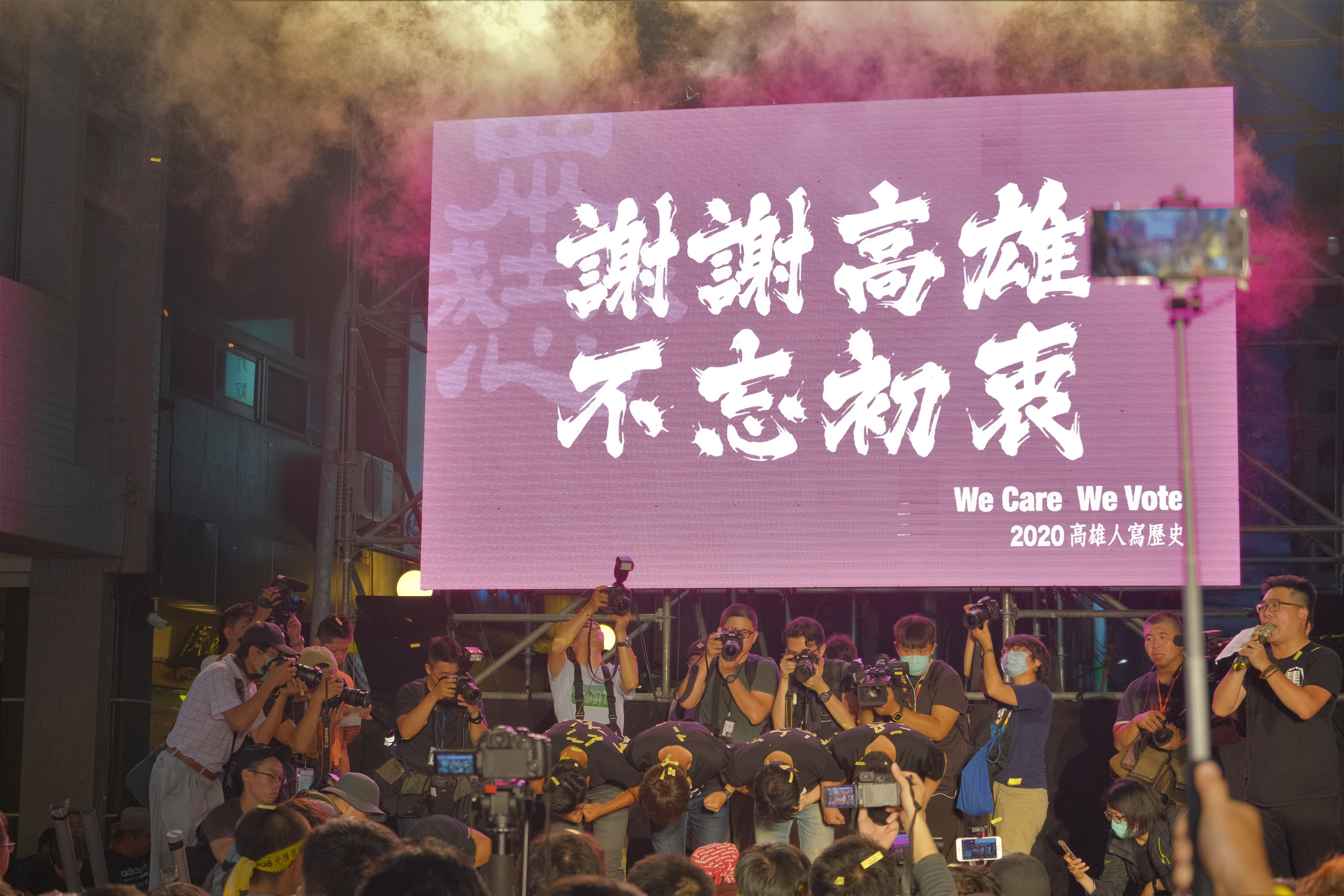
「罷韓四君子」在罷免總部前進行謝票活動。

罷免總部前慶祝罷免結果的人潮。

### 中華民國

#### 高雄市─韓國瑜市府
2020年6月6日，韩国瑜率領市府一級主管發表演說，向市府團隊、市民鞠躬外，還提出2個感謝、3個遺憾以及1個祝福，更痛斥民進黨二度執政後，以「罷韓國家隊」買通媒體和網軍，不斷抹黑他。
6月9日，对于是否要提起罷免無效之訴，影響中國國民黨高雄市長補選人選布局，韓國瑜下午在臉書發文，針對罷免的結果表示，尊重人民的意志，不会提起罷免無效之訴。
6月11日，高雄市長韓國瑜是在市府上班的最後一天，他號召民眾一起靜坐在鳳山行政中心的草地，聆聽舞台上的音樂會。面對台下近2萬名的支持者，韓國瑜帶著團隊表達內心的感謝；不過，他隨即話鋒一轉，則痛批「社會多數不在乎政府負債、不在乎官員貪汙、不在乎國家經濟與安全、甚至不在乎是非黑白。」全文總計1,708個字。

#### 中國國民黨
罷免案確定通過之後，中國國民黨主席江啟臣於高雄市黨部發表談話，表示將和韓國瑜市長共同承擔結果。針對投票結果表示，當日高雄市市民決定終止韓國瑜1年5個月的任期，同時也終止中國國民黨在高雄市政府繼續為高雄市民服務的機會，中國國民黨尊重投票的結果，對於高雄市民心中有滿心的感謝和歉疚，並譴責執政黨民主進步黨操作罷免案。接下來將會和韓國瑜及黨內幹部討論如何推出適切的人選參與補選。

#### 民主進步黨
民主進步黨高雄市黨部主委趙天麟稱其參選主委的政見之一是民主進步黨在高雄市議會單獨過半，但仍有很多空間與台灣基進合作，指出台灣基進是第一個把中央黨部設在高雄的政黨，表示會與台灣基進保持良性競爭關係。趙天麟又稱民主進步黨及台灣基進可合作組成「高雄隊」，一起努力衝市政，並表示跟台灣基進在罷韓的合作經驗讓他頗有感觸，亦相信台灣基進會是高雄的人才庫。
蔡英文稱，罷韓是「民主往前走了一步」、「給所有政治人物最大的警惕，人民可以賦予我們權力，當然也能夠收回」

#### 台灣基進
2020年6月6日，台灣基進於罷免案確定通過後，表示是台灣歷史性一刻，指高雄市民用手上珍貴的一票拒絕中國代理人的擺爛政客韓國瑜，又稱這份歷史的榮耀屬於每位站出來投票的高雄市民。
台灣基進立委陳柏惟則表示，高雄市民中止了授權韓國瑜擔任高雄市長的契約，強調台灣基進站在罷韓最前面，認為在民主社會中人民是政府的「頭家」，稱今天這個結果警醒了所有政黨，做不好就得承受民意的指教，並呼籲韓國瑜市長坦然接受民意協助移交政權。

#### 時代力量
罷免案確定通過後，時代力量黨主席徐永明表示，若補選若要尋求時代力量支持，需承諾不會帶職參選、宣示表達續追弊案的態度及恢復高雄市民的光榮感。時代力量亦透過臉書發文表示，時任時代力量黨籍高雄市議員黃捷及林凱未來在高雄市議會也會用最嚴格的標準持續監督高雄市政府，並持續深耕高雄。

#### 社社會民主黨
罷免案確定通過後，社會民主黨臺北市議員苗博雅表示，臺灣人民第一次藉由罷免的民主機制，淘汰不適格的直轄市長。這提醒全國不分黨派的政治人物，必須敬畏人民的力量，指高雄市民已經給出最清楚的答案。罷免案是全體公民共同完成的民主成就，認為現在所有政治工作者都應自我克制、實事求是，必須謙卑接受、真誠反省。又稱比起激昂的情緒，此刻的臺灣社會，更需要平穩理性的政治氛圍，表示當晚過後，臺灣依然必須面對接踵而來的挑戰，並呼籲民眾應團結一致，以民主信念凝聚彼此，發揚正向、良善的力量，讓當日成為臺灣民主史上光榮的一頁。苗博雅亦與香港區議員袁嘉蔚對談，分析罷韓結果。
身兼台北市議員邱威傑（呱吉）其YouTube頻道「呱吉」及「上班不要看」企劃成員、國立清華大學社會學研究所研究生及火燒島樂團主唱的社民黨第四屆評議委員呂鴻志則透過臉書表示能親眼看著自己國家的民主在面對各種巨大的惡意下仍能進步，感到很感動及很了不起。

#### 台灣綠黨
罷免案確定通過之後，綠黨透過臉書發文表示，在1994年，綠黨創黨召集人高成炎帶領綠黨罷免擁核立委韓國瑜失敗，而在當日高雄市民完成罷免韓國瑜市長。綠黨感謝高雄市民成功行使罷免權，並表示綠黨將繼續為守護台灣而努力。

#### 臺灣民眾黨
台灣民眾黨於罷免案確定通過後表示，既然藍綠都無法處理高雄問題，民眾黨有責任提供藍綠之外的新論述。同時，民眾黨黨主席柯文哲也批評蔡英文政府為「一黨專政」。

#### 歡樂無法黨
欢乐无法党欢乐总书记、台北市议员邱威杰（呱吉）因在其YouTube频道上预估同意罢免票为40万，并扬言每超1万票就会用屁股夹断1根筷子。而在开票后，他也兑现了先前的诺言，用屁股夹断了53根筷子。而针对韩国瑜被罢免后所引起的报复性罢免声浪，邱威杰认为罢免是宪法赋予人民的权利，韩国瑜的支持者可以试试看，但要成功发动罢免绝非容易之事。

#### 其他
有韓國瑜支持者在網上公開斷言罷免不會成功，並於3月9日揚言「罷免成功就吃屎」，引起網友及部分媒體討論。

### 日本
本次罷免案獲日本多家媒體關注，在確定通過罷免後，《產經新聞》形容韓國瑜是台灣「最為親中」的主要政治人物，認為罷免案通過很可能對「中台關係」帶來影響。共同社報導則認為台灣總統蔡英文防疫有成，因此民調持續攀升，中國國民黨則陷入逆境，韓國瑜遭罷免会導致黨內紛亂，國民黨也有可能被中共放棄。包括共同社、《產經新聞》、《日本經濟新聞》、《讀賣新聞》等多家日媒亦認為最近中國大陸通過香港國安法，增強了台灣對中國大陸的反感，罷免案通過也反映出親中派處於逆勢。

### 美国
彭博社報導，韓國瑜被罷免後，政治生涯可能將就此畫下句點。並稱韓國瑜提出華而不實的目標、不經修飾的民粹言論，是中國國民黨的「殞落之星」。

### 香港
部分親民主派的香港藝人，包括杜汶澤、阮民安等，均於個人社交平台「祝賀」韓國瑜被罷免。香港社運人士黃之鋒則形容，這是對中共示好的市長的結果。

## 後續影響
2020年6月12日下午3點，中央選舉委員會正式公告「高雄市第三屆市長韓國瑜罷免案」投票結果，也正式宣告韓國瑜解職「高雄市市長」職務，並公告「高雄市第三屆市長補選投票」日期為『8月15日』及重要選務工作日程。
在中選會正式公告罷免結果後，行政院發言人丁怡銘舉行記者會表示，蘇貞昌院長為了不讓市政空轉，將由原高雄市市府參事楊明州出任高雄市代理市長，6月13日上午十點交接，由行政院秘書長李孟諺監交。
6月18日，中選會就一段名為「罷韓投票韓粉監票第一視角」影片指控其與高雄市選舉委員會在這次投票中做票作回應，稱此是不實指控、加上投票期間對投票者錄影是違法，故會追究。
在8月15日進行的高雄市長補選中，前次選舉敗選的民進黨候選人陳其邁捲土重來，以超過百分之七十的得票率獲勝，當選為第三任高雄市市長。自此，民進黨在六都中執政三都，也應驗了時任國民黨黨內初選候選人郭台銘所認為的“三輸”局面，即：既輸掉了總統，又輸掉了立委，還丟了市長職位（即本罷免案）。

## 後續效應
6月6日，罷免開票結果出爐當晚，高雄市議會議長許崑源在臉書專頁留下「這一次，誰會是贏家？」的貼文，隨後於高雄市苓雅區四維三路住宅大樓跳樓墜落身亡。
罷免通過後，新黨、中華統一促進黨與部分韓國瑜支持者展開罷免，分別計畫針對台灣基進籍臺中市立法委員陳柏惟、民主進步黨籍高雄市立法委員劉世芳、邱議瑩、民主進步黨籍臺北市議員梁文傑、桃園市議員王浩宇與高雄市議員高閔琳、林智鴻、陳致中、康裕成、何權峰、鄭孟洳、黃文益、時代力量籍高雄市議員黃捷、林凱等被點名並啟動罷免連署。最終，王浩宇、黃捷與陳柏惟罷免案成案，另外對陳致中與高閔琳罷免第一階段連署完成而第二階段連署失敗。2021年1月16日，王浩宇罷免案通過，王浩宇被罷免。2月6日，黃捷罷免案不通過，剩餘任期結束不可再對其罷免。10月23日，陳柏惟罷免案通過，陳柏惟被罷免。

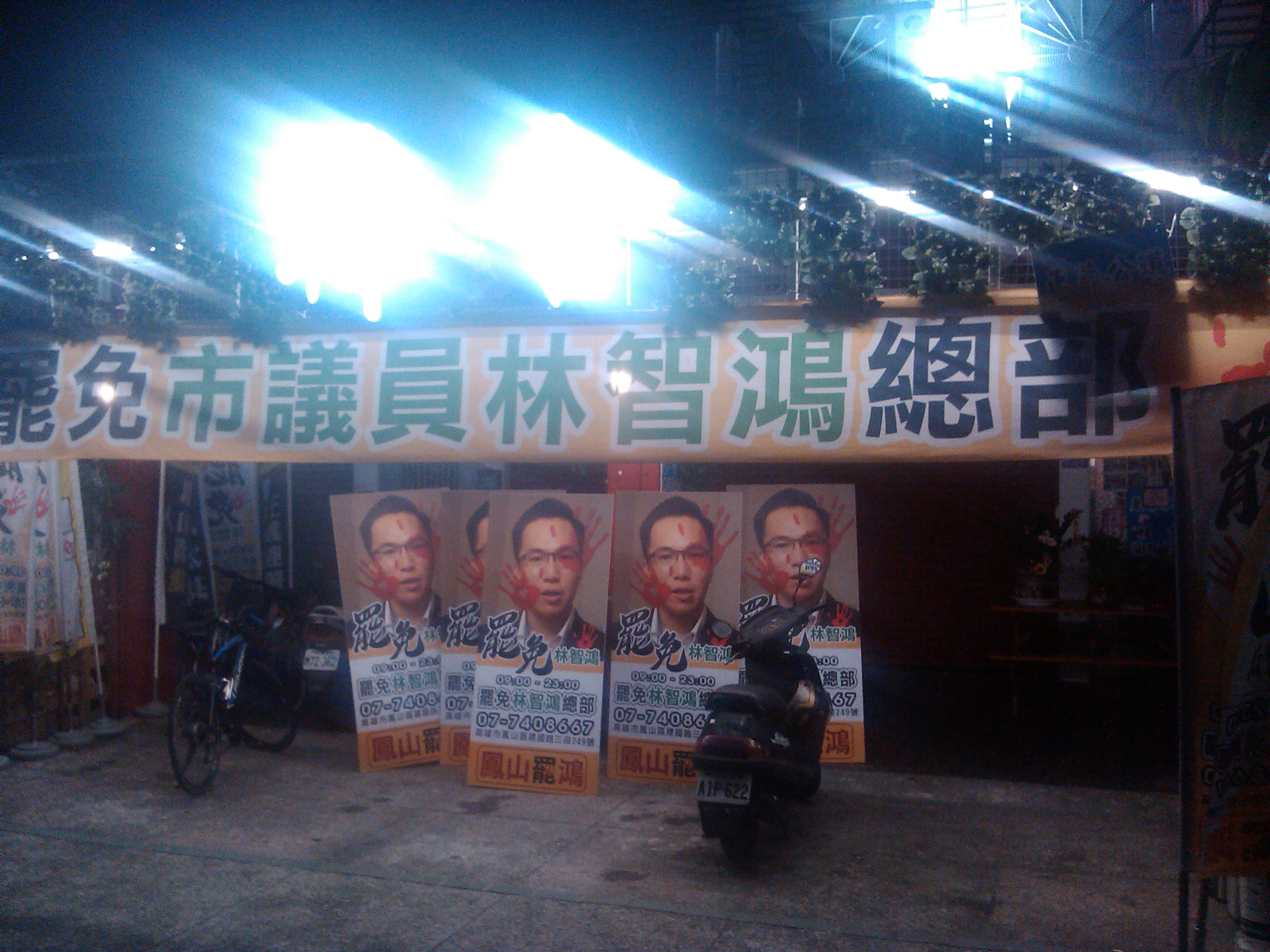
鳳山區建國路上的「罷鴻」總部

2020年高雄市市長補選陳其邁當選後，當天網路上即出現「割麥」罷免陳其邁，但根據《公職人員選舉罷免法》第75條規定，就職未滿一年者不得罷免。

## 軼事
此次罷免案的同意票數為939,090票，事後有網友在批踢踢八卦版留言調侃，認為“939090”倒過來就是“060636”，剛好是“六月六日閃囉”的數字諧音，也有網友在底下留言認為“939090”是“酒仙酒空酒空”的數字諧音。更有網友將“939090”倒過來解讀為“06·06·E6”，其中E從十六進位轉換十進位=14，14+6=20，故得出來的結論為2020·06·06（06·06·20），正好對應市長韓國瑜被罷免的日期，“939090”因而被批踢踢網友戲稱是神秘數字。民進黨籍立委趙天麟則認為“060636”代表“06、06，3個6”，指的就是“6月6號星期六”，直呼“這就是一個上帝之手所創造、結合出來的民意。”